# Jeřičky
Jeřičky (německy Jeritschek) je malá vesnice, část obce Hořiněves v okrese Hradec Králové. Nachází se asi 4 km na sever od Hořiněvsi. V roce 2009 zde bylo evidováno 30 adres. V roce 2001 zde trvale žilo 22 obyvatel.
Jeřičky je také název katastrálního území o rozloze 1,75 km2.